# Princes of the Universe
Princes of the Universe är en låt av det brittiska rockbandet Queen, utgiven 1986 på albumet A Kind of Magic. Låten skrevs av sångaren Freddie Mercury till filmen Highlander och släpptes som singel i USA, Kanada, Australien, Nya Zeeland och Japan den 12 mars 1986.

## Medverkande
- Freddie Mercury - sång och bakgrundssång, piano, synthesizer
- Brian May -gitarr, bakgrundssång
- Roger Taylor - trummor, bakgrundssång
- John Deacon - elbas